# Sinking Spring (Pennsylvania)
Sinking Spring è un comune (borough) degli Stati Uniti d'America, situato nello stato della Pennsylvania, nella contea di Berks.